# Trifilite
La trifilite è un minerale.